# Лятти, Инто
И́нто И́ло Ля́тти (фин. Into Ilo Lätti; 1 декабря 1913, Импилахти, Великое княжество Финляндское — 5 декабря 1985, Хельсинки, Финляндия) — финский танцовщик, солист Финского национального балета, балетмейстер, награждённый высшей государственной наградой Финляндии для деятелей искусств — медалью «Pro Finlandia» (1966).

## Биография
Родился 1 декабря 1913 года в Импилахти, в Великом княжестве Финляндском.
С 1942 по 1944 годы, период советско-финской войны, участвовал в танцевальных представлениях и кабаре для военнослужащих в районе Кархумяки, а после войны работал за границей, в том числе с 1947 по 1948 годы в труппе городского театра города Мальмё (Швеция).
Позднее стал балетмейстером Финского национального балета в Хельсинки, где поставил в 1960-е годы балет «Kolmikolkkahattu» («Треуголка») в котором сам станцевал одну из партий.
В 1960-е годы организовал собственную балетную школу в которой получили образование такие известные финские танцоры, как Марья Корхола и Ритва Касуринен.
Снялся в нескольких финских фильмах как актёр и как танцор. Изучал фламенко в Севилье и преподавал танец в том числе Рейма Никкинен.
Скончался 5 декабря 1985 года в Хельсинки.

## Награды
- медаль Pro Finlandia (1966)